# Ficus cataupi
Ficus cataupi là một loài thực vật có hoa trong họ Moraceae. Loài này được Elmer mô tả khoa học đầu tiên năm 1911.